# Victorbur
Victorbur is een dorp in de Landkreis Aurich in de Duitse deelstaat Nedersaksen. Het dorp, bestaande uit Ost-Victorbur, Süd-Victorbur, West-Victorbur (waar het gemeentehuis staat) en Upende-Victorbur (gedeeltelijk), is de hoofdplaats van de gemeente Südbrookmerland. Het ruim 4.000 inwoners tellende dorp is min of meer aan het oostelijker gelegen Moordorf , waar ongeveer 6.000 mensen wonen, vastgebouwd.
Victorbur is het bestuurs-, school- en koopcentrum van de gemeente. Het dorp ligt aan de Bundesstraße 72 en is per lijnbus vanuit Aurich en Emden bereikbaar.

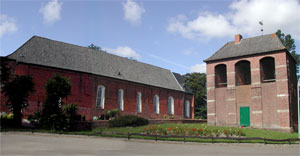
De kerk en de toren van Victorbur

Het dorp is vernoemd naar de Sint-Victorkerk, die stamt uit de eerste helft van de dertiende eeuw. De oudste vermelding van het dorp, als Victoris hove, dateert uit 1280.
- Gemeinsame Normdatei: 4450183-3
- Virtual International Authority File: 249383119